# Saba il Giovane
Saba il Giovane, detto anche da Collesano (Collesano, 910 circa – Roma, tra il 990 e il 995), fu un monaco basiliano, venerato come santo dalla Chiesa cattolica, che lo commemora il 5 febbraio.

## Biografia
Saba proveniva da una ricca famiglia bizantina di Collesano; così come i suoi genitori, Cristoforo e Kalì, e suo fratello minore, Macario, anche Saba si fece monaco, entrando nel monastero fondato da Filippo di Agira ai piedi dell'Etna e poi vivendo da eremita; nel 941 lasciò la Sicilia per sfuggire all'invasione araba, spostandosi in Italia meridionale. 
Assieme ai familiari si adoperò quindi per diffondere il monachesimo cenobita in Calabria, Lucania e Campania, nel periodo in cui le scorribande dei Saraceni devastavano la regione. Si stabilirono prima a Cessaniti, quindi nel Mercurion, fondarono due monasteri presso l'odierna Laino Castello; nel 952, un attacco dei saraceni li costrinse a spostarsi nuovamente, e ripararono nel Latinianon, nella valle del Sinni, dove fondarono un altro monastero, dedicato a san Lorenzo.
Alla morte di Cristoforo, Saba gli succedette alla guida del monastero, tuttavia passava in eremitaggio cinque giorni alla settimana, lasciando a dirigere Macario (che ufficialmente era l'economo); intorno al 982 si recò in pellegrinaggio a Roma accompagnato da un altro monaco di nome Niceta, e fondò il monastero di San Filippo a Lauria, nell'area di Lagonegro. Nel 984 assistette Luca di Demenna negli ultimi giorni di vita ad Armento, seppellendone poi anche il corpo.
In seguito si trasferì ancora, vivendo da solo in una grotta nei dintorni di Salerno. In questo periodo il figlio di Giovanni I, principe di Salerno, era ostaggio presso la corte dell'imperatore Ottone II; cedendo alle preghiere di Giovanni e di suo padre Mansone, Saba si recò nuovamente a Roma come ambasciatore ottenendo, anche grazie all'intercessione dell'imperatrice Teofano, la sua liberazione.
La morte lo colse non molto tempo dopo, nel monastero di San Cesario di Roma, il 5 o 6 febbraio del 990, del 991 o del 995.